# Алексеевка (Усвятский район)
Алексеевка — деревня в Усвятском районе Псковской области России. Входит в состав сельского поселения «Усвятская волость».
Находится в 4 верстах к востоку от деревни Лёхово и примерно в 24 верстах к северо-западу от посёлка Усвяты.

## Население
Численность населения деревни на конец 2000 года составляла 11 жителей.